# Himmelkron
Himmelkron là một đô thị thuộc huyện Kulmbach bang Bayern nước Đức

## Các khu vực dân cư
Himmelkron is arranged in the following boroughs:
- Gössenreuth
- Himmelkron
- Lanzendorf